# 4-ヒドロキシキノリン-3-モノオキシゲナーゼ
4-ヒドロキシキノリン-3-モノオキシゲナーゼ（4-hydroxyquinoline 3-monooxygenase）は、次の化学反応を触媒する酸化還元酵素である。
キノリン-4-オール + NADH + H+ + O2 {\displaystyle \rightleftharpoons } キノリン-3,4-ジオール + NAD+ + H2O
この酵素の基質はキノリン-4-オール、NADH、H+とO2で、生成物はキノリン-3,4-ジオール、NAD+とH2Oである。
組織名はquinolin-4(1H)-one,NADH:oxygen oxidoreductase (3-oxygenating)で、別名にquinolin-4(1H)-one 3-monooxygenaseがある。